# Tempany Deckert
Tempany Deckert es una actriz australiana, más conocida por haber interpretado a Selina Roberts en Home and Away.

## Biografía
Su hermana mayor es la maquillista Kendal Deckert-Tyrrell.
En el 2006 Tempany se comprometió con el director Ben Tierney.

## Carrera
Tempany ha trabajado como autora e ilustradora de numerosos libros entre ellos "The Green-Eyed Monster", "Maddy's Big Break", "The Big Fudge" y la serie de libros "Fashion Police" y "Radio Rebels".
El 5 de mayo de 1994 se unió al elenco principal de la exitosa serie australiana Home and Away donde interpretó a Selina Cook-Roberts, la hija adoptiva de Irene Roberts hasta el 30 de marzo de 1998, después de que su personaje decidiera irse de la bahía junto con su esposo Steven "Stevo" Matheson (Adam Willits) para mudarse a Ironbridge. La actriz Louise Crawford interpretó a Selina en 1996.
En 1999 apareció como invitada en la serie médica  All Saints donde interpretó a Andrea Carter.

## Filmografía[2]
Series de televisión
| Año         | Título                | Personaje      | Notas                    |
| ----------- | --------------------- | -------------- | ------------------------ |
| 2001        | The Secret Life of Us | -              | 2 episodios              |
| 1999        | All Saints            | Andrea Carter  | episodio "Roll the Dice" |
| 1991 - 1997 | Home and Away         | Selina Roberts | 398 episodios            |
| -           | Neighbours            | -              | -                        |

Películas
| Año  | Título                | Personaje    | Notas |
| ---- | --------------------- | ------------ | --- |
| 2009 | Oral Fixation         | Claire Brady | junto a Emily Parker, Kerry Aissa, Aidan Sullivan & Chris Kies                                                           |
| 2007 | No Pink               | Erin         | corto - junto a Victor J. Ho, Hillary Holmes, Miriam Korn, Sharon Mahoney & Graham Norris                                |
| 2007 | Jackie Jackie         | Donna        | junto a Roy Billing, Wayne Blair & Elaine Crombie                                                                        |
| 2002 | New Skin              | Judy         | junto a Anthony Hayes, Jessica Napier, Samuel Johnson & Marshall Napier                                                  |
| 2001 | The Secret Life of Us | -            | junto a Claudia Karvan, Deborah Mailman, Samuel Johnson, Abi Tucker, Joel Edgerton, Damian de Montemas & Benjamin McNair |
| 2001 | Curse of the Talisman | Miranda      | junto a Jesse Spencer, Sara Gleeson, Robert Coleby & Gus Mercurio                                                        |
| 2001 | Melancholy            | Catriona     | corto - junto a Thomas Holesgrove, Anna Hruby & John McNeill                                                             |
| 1999 | First Daughter        | Cassie       | junto a Mariel Hemingway, Doug Savant, Dallas Page, Alan Dale, Dominic Purcell, Paul Tassone & Chris Sadrinna            |

Teatro
| Año  | Obra                                     | Personaje | Director (a) | Teatro             | Notas                                                    |
| ---- | ---------------------------------------- | --------- | ------------ | ------------------ | -------------------------------------------------------- |
| 2001 | Direct From Broadway! Winner of 7 Tonys! | Caitlin   | -            | Edge Theatre       | junto a Jake Blundell, Winston Brearley & Jessica Orcsik |
| -    | Away                                     | Meg       | -            | Black Swan Theatre | -                                                        |

## Premios y nominaciones
| Año  | Categoría            | Premio             | Serie         | Resultado |
| ---- | -------------------- | ------------------ | ------------- | --------- |
| 1996 | Most Popular Actress | Silver Logie Award | Home and Away | Nominada  |